# El fin de la guerra
El fin de la guerra (en inglés, To End a War) es un documental británico estrenado en el año 2017 y dirigido por el cineasta británico Marc Silver. Se trata de su cuarto documental, después de 3½ Minutes, Ten Bullets (2015), Who Is Dayani Cristal? (2013) y The Leech and the Earthworm (2003). El fin de la guerra narra a través de sus protagonistas el proceso de paz  que el gobierno colombiano y las FARC-EP realizaron desde 2012 en Cuba. Este documental, con un acceso sin precedentes a los negociadores, se ubica en medio de este momento de la historia reciente de Colombia.

## Sinopsis
Luego de 52 años el conflicto armado entre el gobierno colombiano y la guerrilla marxista las FARC-EP se posiciona como la guerra civil vigente más larga en América Latina. Así, dos generaciones enteras de colombianos no han conocido nunca qué significa vivir en paz. Desde septiembre de 2012 el gobierno y las FARC-EP han sostenido conversaciones de paz a puerta cerrada en un terreno neutro en La Habana, Cuba. Con un acceso sin precedentes a ambos líderes políticos, el presidente Juan Manuel Santos y el jefe comandante de las FARC-EP, Timochenko, este íntimo y observacional documental se introduce en el detrás de cámaras en medio de este profundo y contundente momento histórico en Colombia. Las negociaciones han expuesto los peores abusos y crímenes de lesa humanidad.
Esta podría ser entonces la última oportunidad real de alcanzar la paz en Colombia luego de muchos intentos fallidos. Finalmente, un plebiscito público será el que decida aprobar o rechazar el acuerdo final y paralelamente hay una fervorosa y mortal oposición en Colombia frente al mismo. El partido político de derecha ‘Centro Democrático’, dirigido por el senador y expresidente Álvaro Uribe, está moviendo la opinión pública para que esta rechace el plebiscito. Esta postura ha incitado la violencia armada de grupos de derecha en las provincias colombianas. El documental se desarrolla en medio de los más tensos y cruciales escenarios del proceso de paz investigando así los problemas de justicia y desarme de 6000 insurgentes.
El fin de la guerra explora qué necesita, estratégica y espiritualmente, un país de más de 50 millones de habitantes para cambiar el odio por perdón y la guerra por paz.